# Carolyn Dunn
Carolyn Dunn (* 1960 in Whitney Pier Kap-Breton-Insel, Nova Scotia) ist eine kanadische Filmschauspielerin.

## Karriere
Dunn begann ihre Schauspielkarriere Ende der 1970er Jahre. Sie arbeitete in Fernseh-, Kino- und Theaterproduktionen sowie in der Werbung und als Model.
2008 eröffnete sie in ihrer Heimatstadt eine Praxis für alternative Medizin.

## Filmografie (Auswahl)

### Filme
- 1985: Breaking All the Rules
- 1987: Street Justice
- 1989: Entführt – Kein Lösegeld (Dick Francis: Blood Sport)
- 1994: Liebe kennt kein warum (Thicker Than Blood: The Larry McLinden Story; Fernsehfilm)
- 2001: L.A.P.D. – To Protect and to Serve
- 2001: Criss Cross (Fernsehfilm)
- 2003: The Reagans (Fernsehfilm)
- 2009: The Death of Alice Blue

### Serien
- 1985: Nachtstreife (Night Heat)
- 1987–1990: Erben des Fluchs (Friday the 13th: The Series)
- 1991–1993: Tropical Heat (66 Folgen)
- 1995–1996: Charlie Grace – Der Schnüffler (Charlie Grace; 4 Folgen)
- 1999: PSI Factor – Es geschieht jeden Tag (PSI Factor – Chronicles of the Paranormal, 1 Folge)